# Poggio-Mezzana
Poggio-Mezzana (in corso U Poghju è Mezzana) è un comune francese di 671 abitanti situato nel dipartimento dell'Alta Corsica nella regione della Corsica.

## Società

### Evoluzione demografica
Abitanti censiti